# Піскунов Михайло Федорович
Піскунов Михайло Федорович (1867 Херсон — 1917 Харків, Російська імперія) — український архітектор, модерніст.

## Біографія
Михайло Федорович Піскунов народився у 1867 у Херсоні у родині священника. Навчався у духовній семінарії, а потім у Одеському художньому училищі.
Здобув вищу освіту та звання художника-архітектора у Петербурзькій академії мистецтв з 1892 по 1901 рр. З 1894 по 1898 рр. проходив літню архітектурну практику у Олексія Бекетова. Навчався спочатку в Академії мистецтв, а потім у Вищому художньому училищі при Академії. Завершив академію створивши дипломний проєкт «Міської думи в столиці».

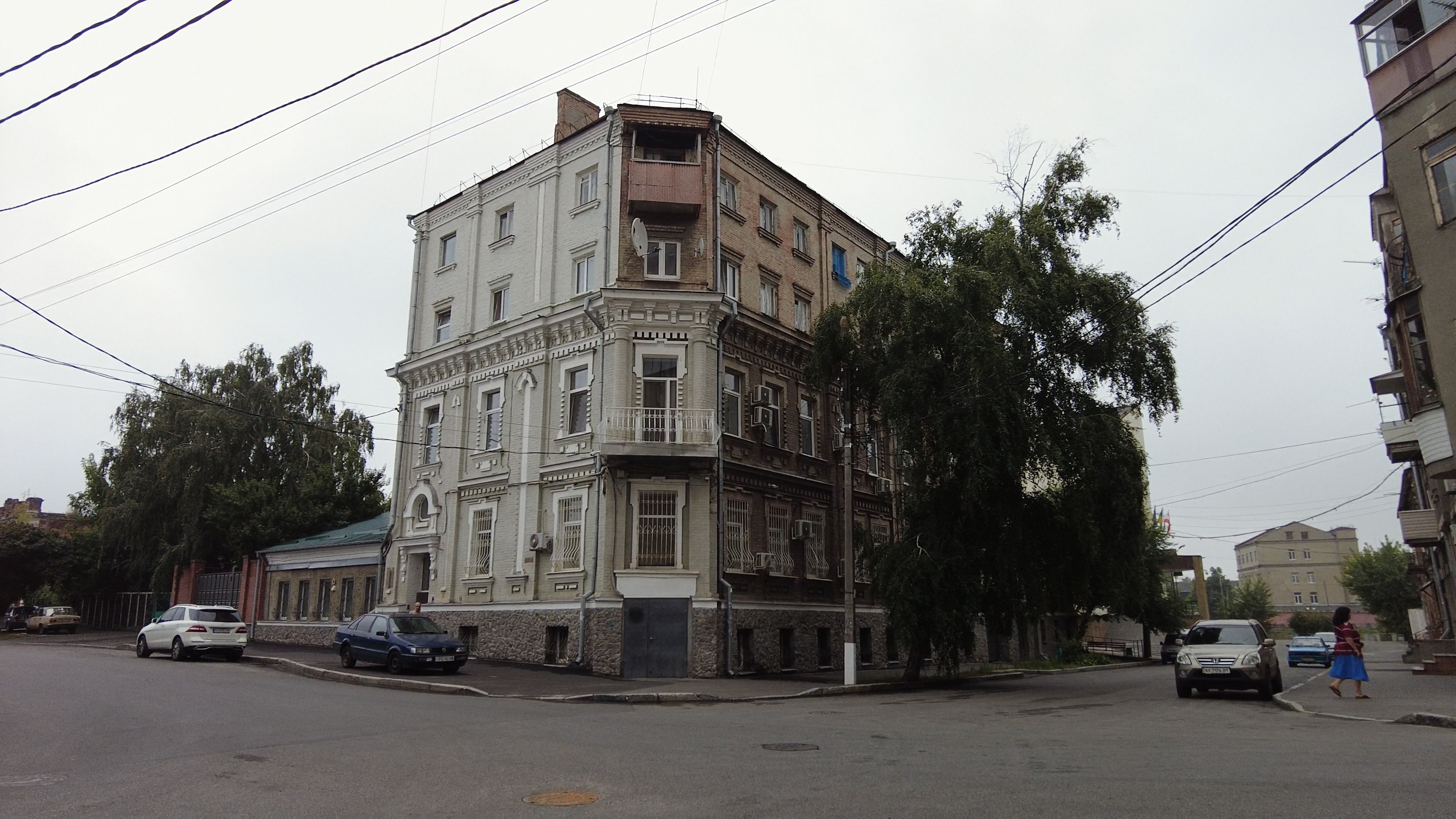
Будинок італійця Франко Осиповича Наталі, де в одній з квартир жив архітектор

У 1902 році приїздить до Харкова, де живе у будинку 35 по вулиці Конторській.
Автор багатьох будівель у Харкові, збудованих за його проєктами та у співавторстві з архітекторами Лінецьким О. В., Жуковим К.М. з 1903 по 1914 рр. Крім того, керував будівництвом Північного банку та жіночих медичних курсів (проєкт — архітектори Мунц О. Р., Шпігель А. К.), та Харківської хоральної синагоги (проєкт — архітектор Гервіц Я. Г., Фельдман В. А.).
Помер у 1917 році у Харкові.

## Творчість

### Харків

#### Адміністративні будівлі
1903 р. — перебудова будинку Торгівельного банку (архітектор Бекетов О. М., 1899 р.), майдан Конституції, 26.
1908—1910 — будинок Північного банку та жіночих медичних курсів (проєкт — архітектори Мунц О. Р., Шпігель А. К.), вул. Сумська, 1.
1912—? — розпочав будівництво Нового пасажу у співавторстві з архітектором Лінецьким О. В., який завершив будівництво у 1925 р., майдан Конституції, 9

#### Навчальні заклади
1913 р. — Харківське художнє училище. У співавторстві з Жуковим К. М., який спроєктував фасад, вул. Мистецтв, 8.

#### Житлові будівлі
1908 р. — Особняк купця М. П. Соколова (нині — Центр дитячої та юнацької творчості), вул. Благовіщенська, 15.
1911 р. — Прибутковий будинок купця Компанщика (нині — Інститут патології хребта та суглобів ім. проф. М. І. Ситенка), вул. Григорія Сковороди, 80.
1912 р. — Прибутковий будинок, вул. Григорія Сковороди, 92 А.
1912 р. — Особняк купця Жмудського, вул. Григорія Сковороди, 57.
1913 рр. — Прибутковий будинок, вул. Григорія Сковороди, 92.
1913 р. — Прибутковий будинок Гаранського, вул. Мироносицька, 47.
1913 р. — Прибутковий будинок, вул. Мистецтв, 14.
1914 р. — Прибутковий будинок А. П. Анісімової, вул. Майка Йогансена, 21.

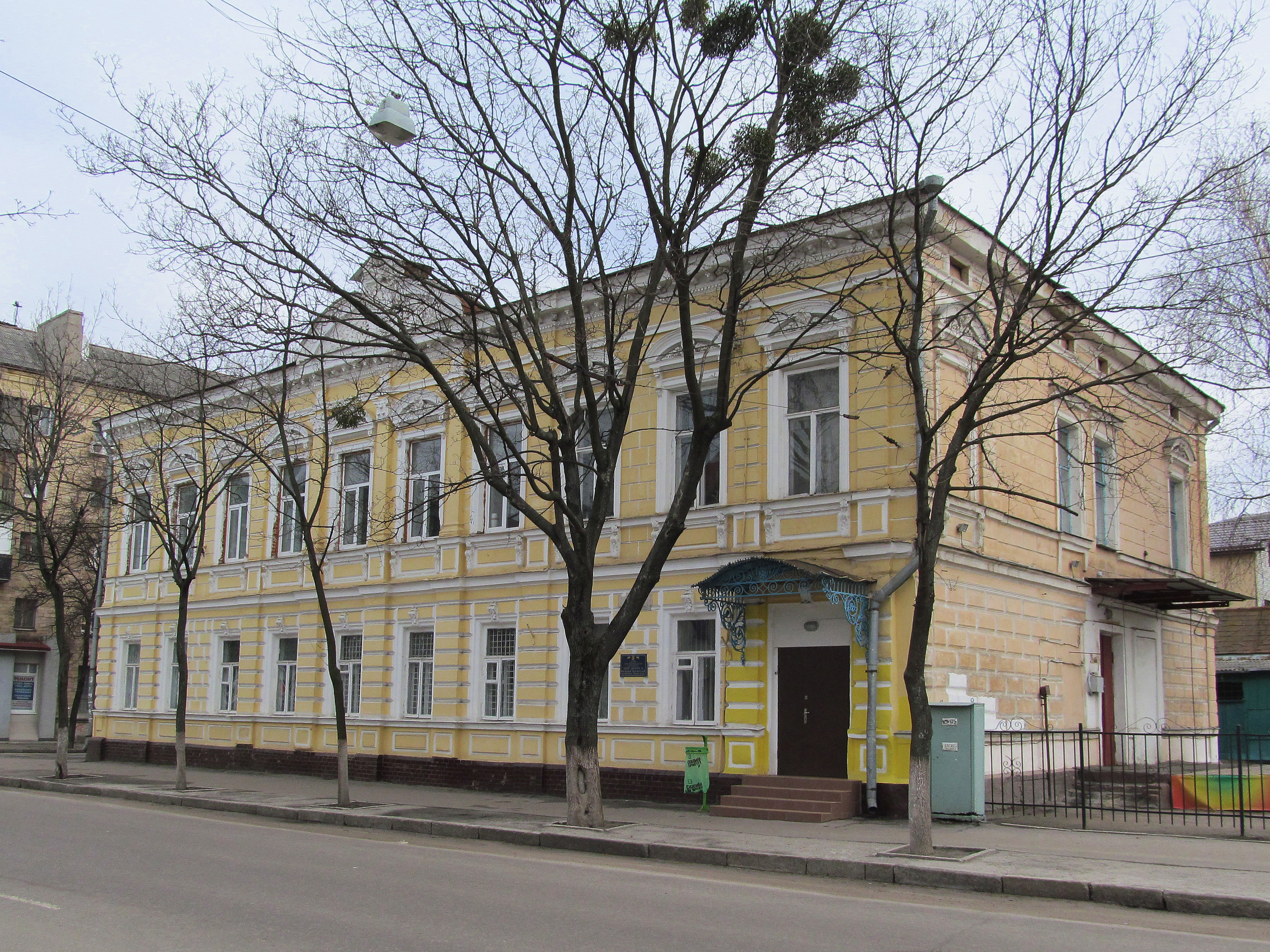
вул. Благовіщенська, 15 (1908)
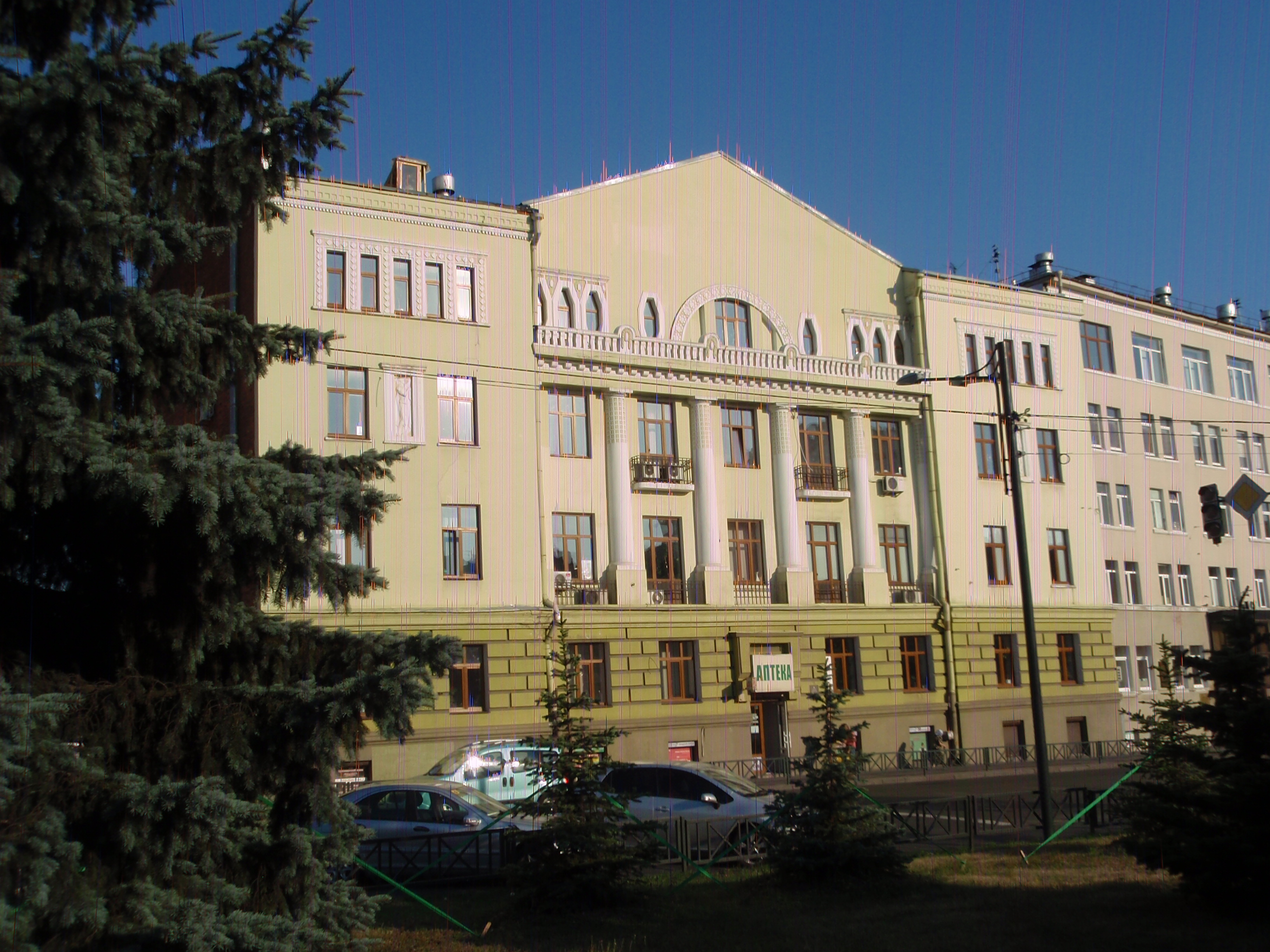
вул. Григорія Сковороди, 80 (1911)
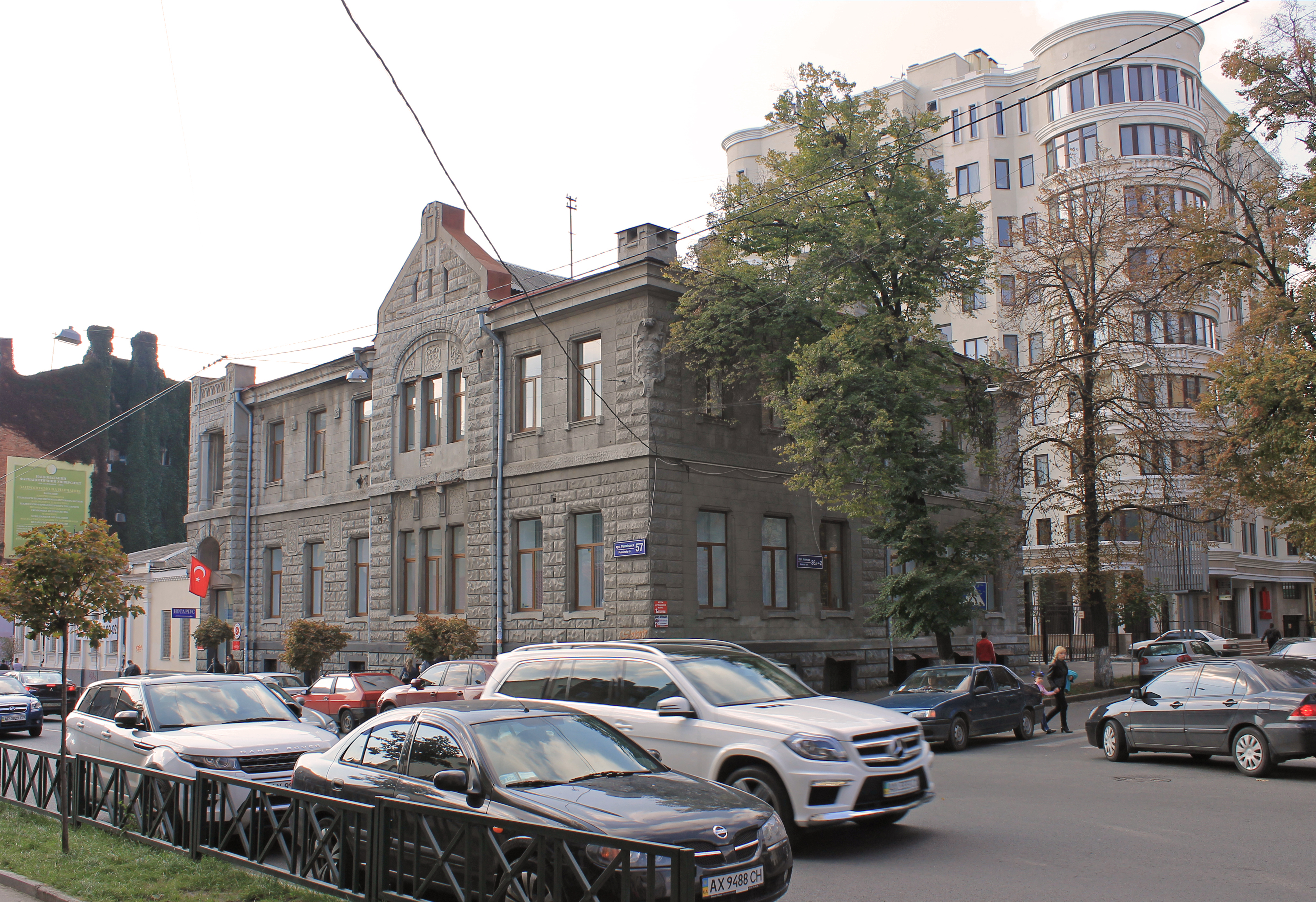
вул. Григорія Сковороди, 57 (1912)
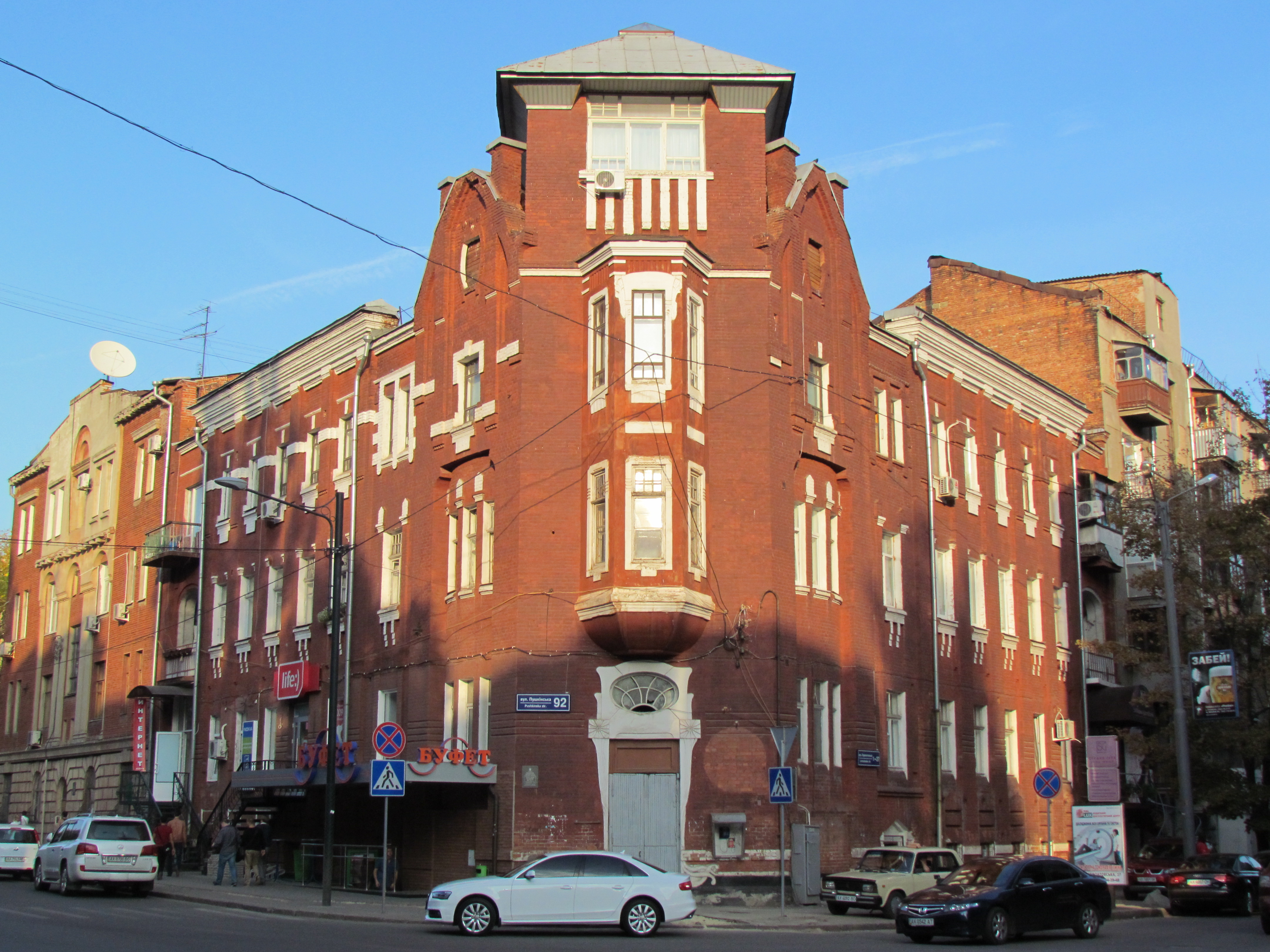
вул. Григорія Сковороди, 92 (1913)
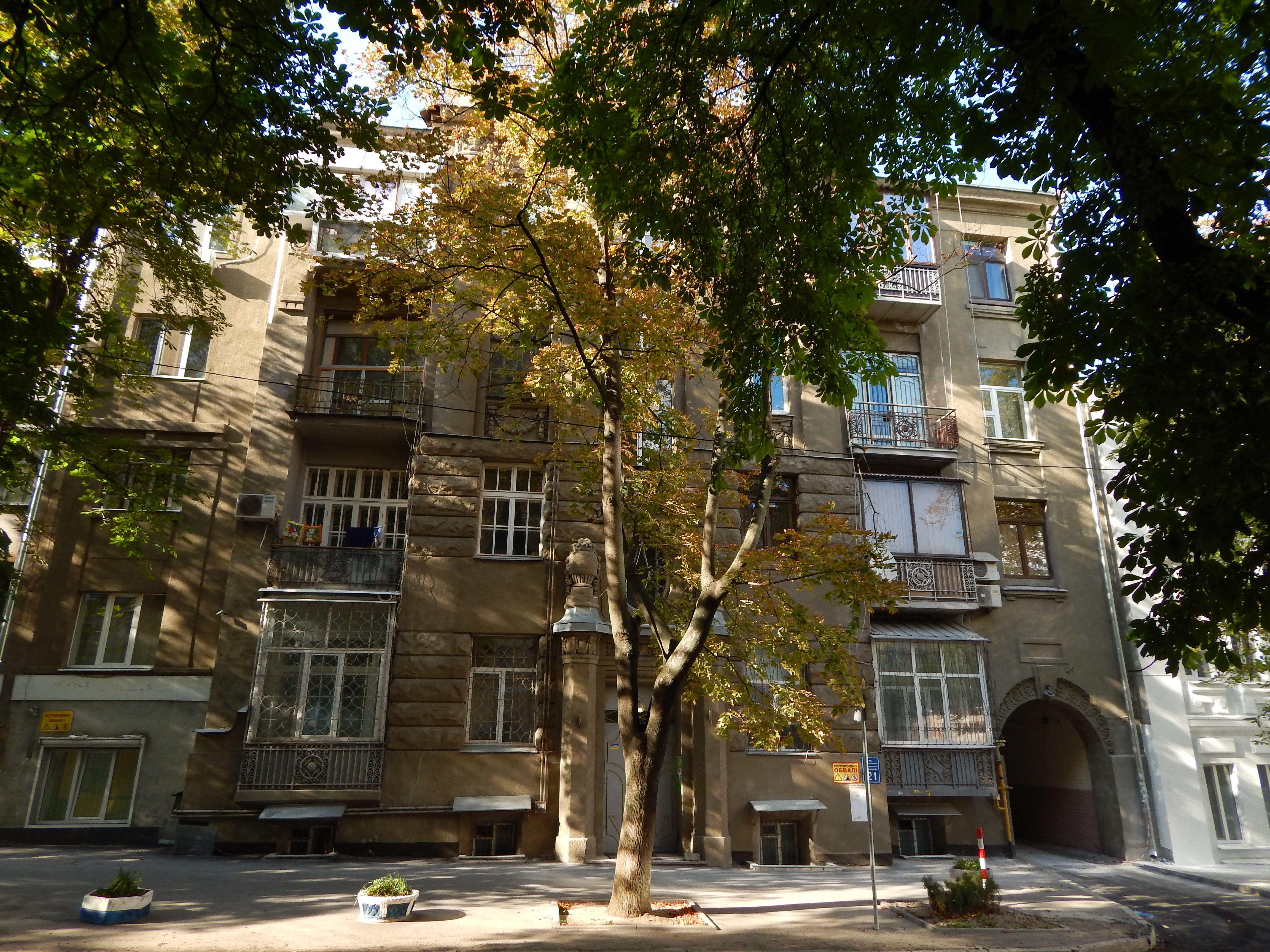
вул. Майка Йогансена, 21 (1914)

#### Сакральні споруди
1914 р. — Харківська хоральна синагога (проєкт — архітектор Гервіц Я. Г., Фельдман В. А.), вул. Григорія Сковороди, 12.

### Феодосія

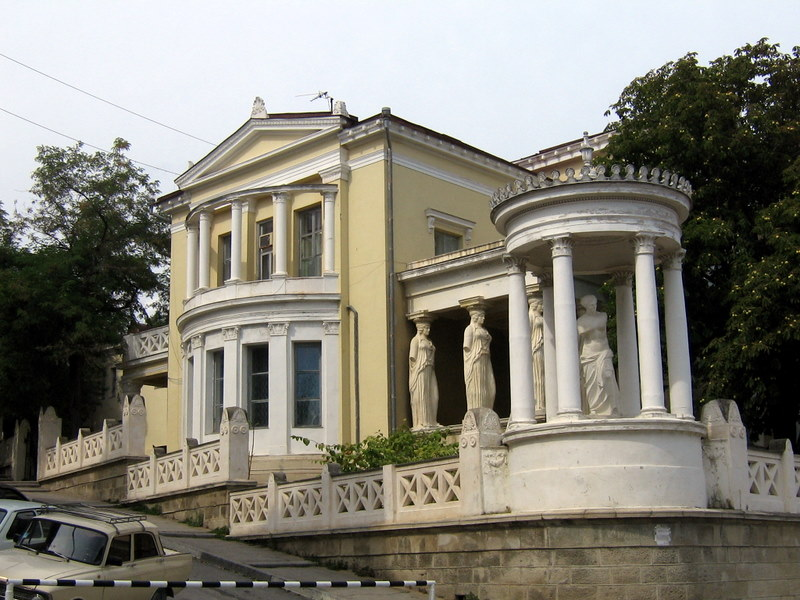
Дача Мілос. Феодосія (1911)

У Феодосії у 1911 році за його проєктом побудована дача «Мілос».